# Pulsar (gruppo musicale)
I Pulsar sono un gruppo musicale francese di rock progressivo con influenze che spaziano dai Pink Floyd ed i King Crimson a compositori classici come ad esempio Gustav Mahler.

## Storia del gruppo
I Pulsar furono la prima band francese a firmare un contratto con una casa discografica britannica, la Kingdom Records.
La band registrò e pubblicò il suo primo album, Pollen, nel 1975. Philip Roman avrebbe lasciato la band di lì a poco. L'anno seguente, il gruppo reclutò il bassista Michel Masson, che più tardi collaborò con loro per gli album The Strands of the Future (1976) e Halloween (1977).
Nei primi anni ottanta, insieme al regista Bruno Carlucci, nell'ambito dei musical, i Pulsar riadattarono un racconto del romanziere austriaco Peter Handke, Bienvenue au Conseil D'Administration! (1981). Il quintetto comprendeva Gilbert Gandil alla chitarra ed il basso, Victo Bosch alla batteria, Jacques Roman alle tastiere, e Roland Richiard al flauto ed il sassofono, insieme a Luis Paralis che prese il posto di Michel Masson.
Dal 1974 al 1989, i loro album furono prodotti dalla CBS. Più tardi vennero prodotti dalla casa discografica francese Musea, che ne aveva acquistato i diritti di distribuzione. La band annunciò il suo ritorno sulle scene nel 1989, pubblicando Görlitz.
L'album più recente della band è Memory Ashes (2007), prodotto dalla Cypress Music. Nel 2008 il giornale Goldmine inserì l'album Halloween nella top 25 degli album di rock progressivo di tutti i tempi.